# Sky island

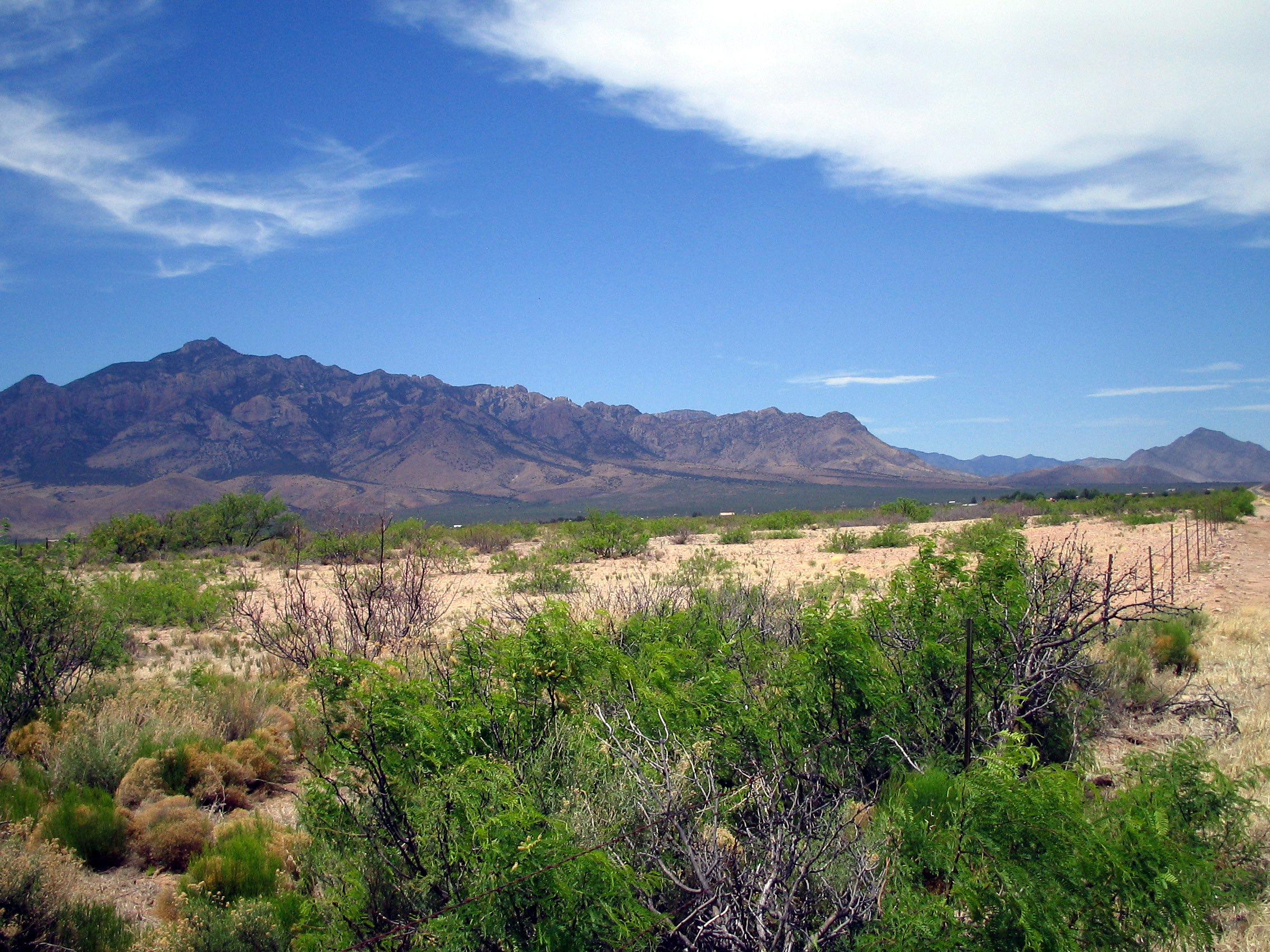
I monti Chiricahua, parte dell'Arcipelago Madrense in Arizona, Stati Uniti.

Una sky island (in inglese "isola del cielo") è un massiccio montuoso il cui isolamento topografico si riflette sull'ecosistema. Le specie vegetali e animali presenti in una sky island possono essere oggetto di una speciazione, contrariamente alle stesse specie che vivono in altri ambienti non isolati topograficamente; per questo le specie viventi in una sky island hanno maggiori possibilità di essere endemiche.
L'espressione « sky island » è nata in contrapposizione con le generiche isole, come le Galápagos, dove si è verificata una speciazione tra l'arcipelago e le altre terre, ma anche tra un'isola e l'altra.
Le sky islands più tipiche sono i tepui dell'America meridionale, il Kilimangiaro in Tanzania, il monte Wilhelm in Papua Nuova Guinea e la catena dello Yushan, nel centro di Taiwan.